# Ratonneau
Ratonneau is een Frans eiland in de Middellandse Zee en het meest noordelijke eiland van de Frioul-archipel. Het eiland ligt op zo'n 4 km van Marseille. Ratonneau is met een kunstmatige dam verbonden met het eiland Pomègues. Beide behoren tot de agglomeratie Marseille. 

## Geschiedenis
Koning Hendrik IV liet rond 1600 een fort bouwen op Ratonneau om de haven van Marseille te beschermen tegen piraten. In 1822 werd een dam gebouwd die Ratonneau verbindt met het zuidelijker eiland Pomègues. In 1828 werd het Hôpital Caroline geopend. Dit diende oorspronkelijk om slachtoffers van de gele koorts in quarantaine te plaatsen. Tot 1970 was de Frioul-archipel militair domein. Toen werd het overgedragen aan de stad Marseille en de toenmalige burgemeester Gaston Defferre plande de bouw van 1500 woningen. Uiteindelijk werden zo'n 450 woningen gebouwd op Ratonneau.

## Natuur
Pomègues en de Frioul-archipel bestaan uit kalkrotsen en kennen een extreem droog klimaat. Ze maken deel uit van het Parc Maritime des Îles du Frioul.